# Hemipeplus marginipennis
Hemipeplus marginipennis es una especie de coleóptero de la familia Mycteridae.

## Distribución geográfica
Habita en México, Estados Unidos, Cuba y en las    Bahamas.